# Ippodromo Tor di Valle
L'ippodromo di Tor di Valle è un ippodromo (chiuso e in disuso dal 2013) della città di Roma, situato nell'omonima zona, da cui prende il nome.
Con i suoi 420.000 m² è uno degli ippodromi più grandi d'Europa.

## Storia
Progettista del complesso delle tribune e dei servizi della struttura fu l'architetto Julio Lafuente, in collaborazione con l'ingegnere Gaetano Rebecchini, l'ingegnere strutturista Calogero Benedetti, Aicardo Birago e Paolo Vietti-Violi. All'inaugurazione fu realizzata la struttura in cemento armato, con la pensilina composta da 11 umbrelle sostenute da pilastri-sculture, considerata la più grande paraboloide iperbolica al mondo.
Fu inaugurato il 26 dicembre del 1959 con il "Premio Tor di Valle" di trotto di 2100 metri. Sostituì, come ippodromo del trotto a Roma, l'ippodromo di Villa Glori, nella cui zona era in costruzione il Villaggio Olimpico, per le Olimpiadi del 1960.
Oltre all'attività ippica l'ippodromo fu utilizzato anche per altre manifestazioni. Nel 2004 viene improntata una tensostruttura provvisoria per utilizzare l'impianto come arena in occasione degli MTV Europe Music Awards di Roma, andati in scena il 18 novembre. In precedenza vi si era tenuto anche un gay pride.
Tutte le attività ippiche, per lo più gare di trotto, sono cessate il 30 gennaio 2013 con la chiusura dell'impianto a seguito dell'accordo per la costruzione di uno stadio di calcio per la AS Roma al posto dell'ippodromo, effettuato il 30 dicembre 2012 ad Orlando, Florida, tra il presidente della società, l'italo-americano James Pallotta, l'amministratore delegato Italo Zanzi e il costruttore Luca Parnasi, proprietario del terreno.
Il 23 febbraio 2017, a seguito di un incontro tra la sindaca di Roma Virginia Raggi, il presidente dell'Assemblea Capitolina Marcello De Vito, il costruttore Luca Parnasi e, in rappresentanza del presidente Pallotta, il direttore generale della Roma Mauro Baldissoni, si è raggiunto un nuovo accordo dopo notevoli modifiche al progetto originario.
Il 26 febbraio del 2021 il Friedkin Group, nuovo proprietario dell'AS Roma dal 6 agosto 2020, annuncia l'abbandono del progetto.

## Caratteristiche

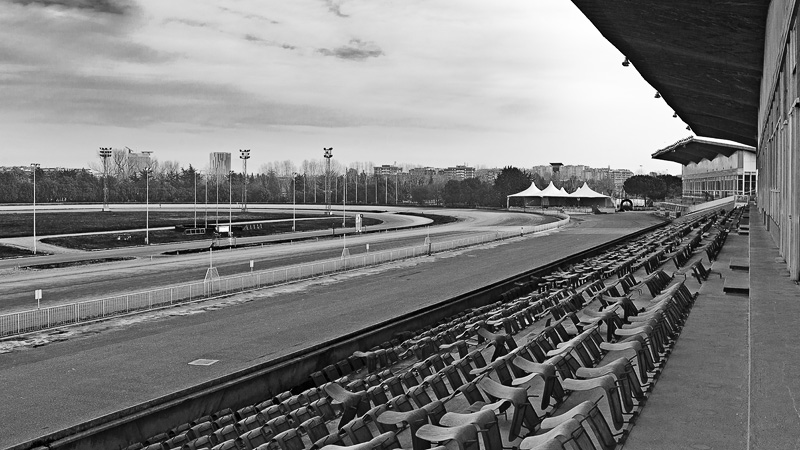
Tribuna

L'impianto si estende su una superficie di 420.000 m², di cui 120.000 sono riservati al pubblico, 100.000 alla pista da corsa, 100.000 alle scuderie e altri 100.000 a varie destinazioni.
Il pubblico ha a sua disposizione una tribuna e un parterre capaci di ricevere 50.000 spettatori, con 4.000 posti a sedere e un parcheggio con 4.000 posti macchina, esterno all'ippodromo.
La pista da corsa è lunga mille metri, ha una larghezza che varia dai 23 ai 25 metri ed è formata da un fondo multistrato composto da uno strato di sabbia, un sottofondo in breccione di 45 cm ed un manto di tufo compatto a contatto con gli zoccoli.
Oltre la pista da corsa, l'impianto presenta una pista di allenamento lunga 800 m e una pista dritta lunga 600 m.
Le scuderie presentano 730 box con 115 sellerie, 4 mascalcie, 2 magazzini, box di isolamento, un letamaio, servizio veterinario, alloggi e servizi per il personale, una mensa, un bar e 2 parcheggi riservati.

## Cinema
Nell'ippodromo sono state ambientate numerose scene del film Febbre da cavallo (1976).

## Collegamenti
|  | È raggiungibile dalla stazione Tor di Valle. |